# Alburnus mandrensis
Alburnus mandrensis és una espècie de peix cipriniforme de la família dels ciprínids.